# Corona (Dakota del Sur)
Corona es un pueblo ubicado en el condado de Roberts en el estado estadounidense de Dakota del Sur. En el Censo de 2010 tenía una población de 109 habitantes y una densidad poblacional de 166,34 personas por km².

## Geografía
Corona se encuentra ubicado en las coordenadas 45°20′7″N 96°45′53″O / 45.33528, -96.76472. Según la Oficina del Censo de los Estados Unidos, Corona tiene una superficie total de 0.66 km², de la cual 0.66 km² corresponden a tierra firme y (0%) 0 km² es agua.

## Demografía
Según el censo de 2010, había 109 personas residiendo en Corona. La densidad de población era de 166,34 hab./km². De los 109 habitantes, Corona estaba compuesto por el 98.17% blancos, el 0% eran afroamericanos, el 0% eran amerindios, el 0% eran asiáticos, el 0% eran isleños del Pacífico, el 1.83% eran de otras razas y el 0% pertenecían a dos o más razas. Del total de la población el 2.75% eran hispanos o latinos de cualquier raza.